# Rafał Augustyniak
Rafał Augustyniak, né le 14 octobre 1993 à Zduńska Wola, est un footballeur international polonais jouant au poste de défenseur central ou milieu défensif au Legia Varsovie.

## Biographie

### En club

#### Formation et début de carrière en Pologne (2011-2019)
Il commence le football dans un club de sa ville natale, le MKS MOS Zduńska Wola, avant d'aller dans un autre club de la même ville, le Pogoń Zduńska Wola, qu'il quitte en 2011, repéré par le Widzew Łódź.
Il quitte Łódź fin 2014 pour un contrat de quatre ans au Jagellonia Białystok.
Rapidement indésirable au Jagiellonia Białystok, où il ne jouera que six matchs, il est successivement prêté au Pogon Siedlice, au Wigry Suwalki et au Miedź Legnica, club dans lequel il continue sa carrière en signant un contrat de deux après la fin son contrat à Białystok.

#### Passage en Russie (2019-2022)
Il signe à l'Oural Iekaterinbourg le 21 juin 2019. Il joue son premier match en Russie en étant titularisé contre le FK Oufa le 13 juillet 2019, et marque son premier but le 22 septembre 2019 contre l'Arsenal Toula. Formé comme défenseur central, il joue cependant la plupart de ses matchs au poste de milieu de terrain.
Il annonce ne pas renouveler son contrat avec le FK Oural le 31 mai 2022 en raison de la « situation politique », tout en la regrettant, déclarant qu'il serait bien resté au club, et qu'il aimait la ville.

#### Retour en Pologne (depuis 2022)
Il signe son retour en Pologne en signant pour trois ans au Legia Varsovie,. Il joue son premier match contre le Piast Gliwice le 5 août 2022 en entrant en jeu à la 63e minute, en remplacement de Lindsay Rose, blessé. Il marque son premier but un mois plus tard, le 3 septembre 2022 contre Radomiak, qu'il dédie à son fils Frank, né il y a alors quelques semaines.
Lors d'un match contre Gornik Zabrze, Augustyniak perd deux dents après un duel avec Anthony van den Hurk. L'international curacien n'est néanmoins pas expulsé, ce qui déclenche une petite polémique sur l'arbitrage en Pologne, perdre des dents lors d'un duel pouvant être grave pour le footballeur touché. L'international polonais s'en sort finalement bien, et a retrouvé des dents quelques jours plus tard, tout en pouvant à la fois participer à l'entraînement et au prochain match.

### En sélection
Il fait sa première et pour l'instant seule sélection avec la Pologne le 31 mars 2021 contre l'Angleterre en remplaçant Krzysztof Piatek à la 76e minute de jeu. Il est également convoqué comme réserviste pour l'Euro 2020 avec la Pologne.

## Vie privée
Rafał Augustyniak a un fils, Frank, né à la mi-août 2022.
Passionné et adepte de la musculation depuis 2012, il envisage de devenir coach sportif après sa carrière de joueur professionnel.

## Statistiques

### En club
| Saison                | Club                     | Championnat           | Championnat | Championnat | Championnat | Coupe(s) nationale(s) | Coupe(s) nationale(s) | Coupe(s) nationale(s) | Compétition(s) continentale(s) | Compétition(s) continentale(s) | Compétition(s) continentale(s) | Compétition(s) continentale(s) | Total | Total | Total |
| Saison                | Club                     | Division              | M.          | B.          | P.d.        | M.                    | B.                    | P.d.                  | Comp.                          | M.                             | B.                             | P.d.                           | M.    | B.    | P.d.  |
| 2011-2012             | Widzew Łódź              | Ekstraklasa           | -           | -           | -           | -                     | -                     | -                     | -                              | -                              | -                              | -                              | 0     | 0     | 0     |
| 2012-2013             | Pogon Siedlice (en prêt) | II Liga               | 29          | 1           | 0           | 3                     | 0                     | 0                     | -                              | -                              | -                              | -                              | 32    | 1     | 0     |
| 2013-2014             | Widzew Łódź              | Ekstraklasa           | 19          | 0           | 1           | 1                     | 0                     | 0                     | -                              | -                              | -                              | -                              | 20    | 0     | 1     |
| 2014-2015             | Widzew Łódź              | Ekstraklasa           | 18          | 2           | 0           | 1                     | 0                     | 0                     | -                              | -                              | -                              | -                              | 19    | 2     | 0     |
| Sous-total            | Sous-total               | Sous-total            | 66          | 3           | 1           | 5                     | 0                     | 0                     | -                              | -                              | -                              | -                              | 71    | 3     | 1     |
| 2014-2015             | Jagiellonia Białystok    | Ekstraklasa           | 1           | 0           | 0           | -                     | -                     | -                     | -                              | -                              | -                              | -                              | 1     | 0     | 0     |
| 2015-2016             | Jagiellonia Białystok    | Ekstraklasa           | 4           | 0           | 0           | 1                     | 0                     | 1                     | -                              | -                              | -                              | -                              | 5     | 0     | 1     |
| 2015-2016             | Pogon Siedlice (en prêt) | 1. Liga               | 15          | 0           | 0           | -                     | -                     | -                     | -                              | -                              | -                              | -                              | 15    | 0     | 0     |
| 2016-2017             | Wigry Suwałki (en prêt)  | 1. Liga               | 28          | 1           | 3           | 5                     | 0                     | 0                     | -                              | -                              | -                              | -                              | 33    | 1     | 3     |
| 2017-2018             | Miedź Legnica (en prêt)  | 1. Liga               | 29          | 3           | 2           | 2                     | 0                     | 0                     | -                              | -                              | -                              | -                              | 31    | 3     | 2     |
| Sous-total            | Sous-total               | Sous-total            | 77          | 4           | 5           | 8                     | 0                     | 1                     | -                              | -                              | -                              | -                              | 85    | 4     | 6     |
| 2018-2019             | Miedź Legnica            | Ekstraklasa           | 22          | 2           | 2           | 2                     | 0                     | 0                     | -                              | -                              | -                              | -                              | 24    | 2     | 2     |
| 2019-2020             | Oural Iekaterinenbourg   | Premier-Liga          | 29          | 1           | 3           | 3                     | 1                     | 0                     | -                              | -                              | -                              | -                              | 32    | 2     | 3     |
| 2020-2021             | Oural Iekaterinenbourg   | Premier-Liga          | 25          | 4           | 1           | 3                     | 0                     | 0                     | -                              | -                              | -                              | -                              | 28    | 4     | 1     |
| 2021-2022             | Oural Iekaterinenbourg   | Premier-Liga          | 26          | 3           | 2           | 1                     | 0                     | 0                     | -                              | -                              | -                              | -                              | 27    | 3     | 2     |
| Sous-total            | Sous-total               | Sous-total            | 102         | 10          | 8           | 9                     | 1                     | 0                     | -                              | -                              | -                              | -                              | 111   | 11    | 8     |
| 2022-2023             | Legia Varsovie           | Ekstraklasa           | 21          | 2           | 0           | 4                     | 0                     | 0                     | -                              | -                              | -                              | -                              | 25    | 2     | 0     |
| Total sur la carrière | Total sur la carrière    | Total sur la carrière | 266         | 19          | 14          | 26                    | 1                     | 1                     | -                              | -                              | -                              | -                              | 292   | 20    | 15    |

### En sélection
| Matchs internationaux de Rafal Augustyniak | Matchs internationaux de Rafal Augustyniak | Matchs internationaux de Rafal Augustyniak | Matchs internationaux de Rafal Augustyniak | Matchs internationaux de Rafal Augustyniak | Matchs internationaux de Rafal Augustyniak | Matchs internationaux de Rafal Augustyniak                   |
|                                            | Date                                       | Lieu                                       | Adversaire                                 | Résultat                                   | Compétition                                | Notes                                                        |
| ------------------------------------------ | ------------------------------------------ | ------------------------------------------ | ------------------------------------------ | ------------------------------------------ | ------------------------------------------ | ------------------------------------------------------------ |
| 1.                                         | 31 mars 2021                               | Wembley Stadium, Londres,Royaume-Uni       | Angleterre                                 | 2 - 1                                      | Éliminatoires Coupe du monde 2022          | Entre en jeu à la 76e minute à la place de Krzysztof Piatek. |